# Luciano Castro
Luciano Castro (Buenos Aires, 16 de marzo de 1975) es un actor argentino. Ha protagonizado o participado en múltiples telenovelas argentinas tales como Lalola, Valientes, Malparida, Herederos de una venganza, Sos mi hombre, Sres. Papis, Los ricos no piden permiso, Las Estrellas, 100 días para enamorarse, entre otras.
Obtuvo cuatro nominaciones a los Premios Martín Fierro de las cuales ganó una, en la categoría "Mejor actor protagonista de comedia", con su papel en Lalola.

## Carrera
Comenzó a los diecisiete años actuando en el ciclo juvenil de Cris Morena, Jugate Conmigo, entre 1993 y 1994, y además participó de la ficción del programa, Life college, y de su versión teatral en el Gran Rex, durante las vacaciones de invierno de 1994.
Más tarde obtuvo papeles menores en tiras como Chiquititas (1995), Montaña rusa, otra vuelta (1996), Como pan caliente (1996), RRDT (1997), Campeones de la vida (1999), PH, propiedad horizontal (2001), Son amores (2002), Durmiendo con mi jefe (2003), y Los Roldán (2004-2005).
Actuó en esos años en obras de teatro como Rita, la salvaje (2000), Hipólito y Fedra (2005), Jack se fue a remar (2008), entre otras.
En 2006 obtuvo un papel importante en la serie El tiempo no para, y en 2007 logró su primer protagónico junto a Carla Peterson en Lalola. Por su interpretación, obtuvo el premio Martín Fierro como mejor actor protagónico de comedia.
En 2008 protagonizó junto a Natalia Oreiro, Amanda O con gran éxito de audiencia en países de Europa del este y Medio Oriente.
En 2009 obtuvo su primer papel en cine en la película Toda la gente sola, y también protagonizó uno de los mayores éxitos de su carrera; la telenovela Valientes, siendo la ficción más vista de Pol-ka y la de mayor audiencia del año. Gracias al éxito, junto a Mariano Martínez y Gonzalo Heredia, protagonizó en Mar del Plata la versión teatral de la tira, durante el verano 2009-2010.
Luego de participaciones especiales en Malparida, Ciega a Citas y Lo que el tiempo nos dejó. Regresó a las telenovelas en 2011, como protagonista de Herederos de una venganza junto a Romina Gaetani en la pantalla del El Trece.
En 2012 protagonizó Camino negro, en teatro y Amor a mares, en cine.
Desde mediados de 2012 hasta mediados de 2013, protagonizó junto con Celeste Cid la telenovela Sos mi hombre por El Trece. Por dicha ficción fue nominado a los Premios Tato y Martín Fierro como Mejor actor.
En 2014 fue uno de los protagonistas de Señores papis, junto a Joaquín Furriel, Peto Menahem y Luciano Cáceres en la pantalla de Telefe.
En 2016 protagoniza Los ricos no piden permiso como Rafael, junto a Araceli González, con producción de Pol-ka en El trece.
Entre 2017 y 2018 formó parte de Las Estrellas, interpretando a Mariano Montenegro.
En 2018 protagoniza 100 días para enamorarse interpretando a Diego Castelnovo, con producción de Underground en Telefe.
En 2019 interpreta a Manuel Apesteguía en la tira Pequeña Victoria.
Desde septiembre de 2022, Castro comenzó a protagonizar la serie El buen retiro, producida por Kuarzo y en la que realizó su primer desnudo frontal donde mostró sus genitales.

## Vida personal
Nació en el barrio porteño de Villa del Parque. Su papá fue arquero del Club Atlético Chacarita Juniors. Él también fue arquero en las divisiones inferiores de Club Social y Deportivo Parque y en la Asociación Atlética Argentinos Juniors hasta la Séptima división y llegó a ser preseleccionado de la Selección de fútbol sub-20 de Argentina.
Es un aficionado del boxeo semiprofesional desde hace dieciséis años.
En el 2002 tuvo a su primer hijo Mateo, fruto de una relación con una expareja.
Desde 2010 hasta 2021 estuvo en pareja con Sabrina Rojas, con quien tuvo dos hijos: Esperanza, nacida en 2013, y Fausto, nacido en 2015.

## Cine
| Año  | Título                    | Personaje             |
| ---- | ------------------------- | --------------------- |
| 2009 | Toda la gente sola        | Julián                |
| 2013 | Amor a mares              | Javier                |
| 2016 | El encuentro de Guayaquil | Prisciliano Maldonado |
| 2022 | Miénteme                  | Tito                  |

## Televisión
| Año       | Título                     | Personaje                        |
| --------- | -------------------------- | -------------------------------- |
| 1993-1994 | Jugate conmigo             | Animador                         |
| 1995      | Chiquititas                | Luciano "Tano" Ponce             |
| 1996      | Montaña rusa, otra vuelta  | Tuqui                            |
| 1996      | Como pan caliente          | Lucas                            |
| 1997-1998 | R.R.D.T.                   | Rubén Cilandro                   |
| 1998      | Las chicas de enfrente     | Emilio                           |
| 1999-2000 | Campeones de la vida       | Danilo D'Alessandro              |
| 2001      | PH, propiedad horizontal   | Sandro Fernández                 |
| 2002      | Son amores                 | Omar                             |
| 2003      | Durmiendo con mi jefe      | Abél Robles                      |
| 2004-2005 | Los Roldán                 | Omar Estévez                     |
| 2006      | El tiempo no para          | Gonzalo Luna                     |
| 2007-2008 | Lalola                     | Facundo Canavaro                 |
| 2008-2009 | Amanda O                   | Dante Ruiz                       |
| 2009-2010 | Valientes                  | Leonardo Sosa / Leonardo Morales |
| 2010      | Lo que el tiempo nos dejó  | Lorenzo "Ep: La ley primera"     |
| 2010      | Ciega a citas              | Tobi                             |
| 2010-2011 | Malparida                  | Lucas Carballo                   |
| 2011-2012 | Herederos de una venganza  | Antonio Puentes                  |
| 2012-2013 | Sos mi hombre              | Juan José "Ringo" Di Genaro      |
| 2014      | Señores papis              | Fabio "El chori" Carbonetti      |
| 2015      | Conflictos modernos        | Damian "Ep: Algo habrán hecho"   |
| 2016      | Los ricos no piden permiso | Rafael Medina / Rafael Echegoyen |
| 2017-2018 | Las Estrellas              | Mariano Montenegro               |
| 2018      | Cien días para enamorarse  | Diego Castelnuovo                |
| 2019      | Pequeña Victoria           | Manuel Apesteguía                |
| 2022      | El primero de nosotros     | Nicolás Torres                   |
| 2022      | El buen retiro             | Martín                           |
| 2022      | Dos 20                     | Juan "Ep: Opuestos"              |
| 2024      | El sabor del silencio      | Marcos Vallejos                  |

## Teatro
| Obra      | Obra                                        | Obra                              | Obra |
| Año       | Título                                      | Teatro                            |      |
| --------- | ------------------------------------------- | --------------------------------- | ---- |
| 1994      | Jugate Conmigo                              | Teatro Gran Rex                   |      |
| 2002      | Lo de la Susy                               |                                   |      |
| 2004      | Lo que habló el pescado                     |                                   |      |
| 2005      | Rita, la salvaje                            | Teatro Maipo                      |      |
| 2005      | Hipólito y Fedra                            | Teatro Lorange                    |      |
| 2008      | Jack se fue a remar                         | Teatro Metropolitan               |      |
| 2009-2010 | Valientes                                   | Teatro América (Mar del Plata)    |      |
| 2011-2012 | Camino negro                                | Teatro Roxy (Mar del Plata)       |      |
| 2015      | Pequeño circo casero de los hermanos Suárez | Centro Cultural San Martín        |      |
| 2017      | Juegos de amor y de guerra                  | Centro Cultural de la Cooperación |      |
| 2019-2021 | Desnudos                                    | Teatro Neptuno (Mar del Plata)    |      |
| 2022      | El divorcio                                 | Teatro Mendoza                    |      |
| 2023-2024 | El beso                                     | Teatro Lido                       |      |

## Premios y nominaciones
| Año  | Premio                                         | Categoría                                                 | Programa                  | Resultado |
| ---- | ---------------------------------------------- | --------------------------------------------------------- | ------------------------- | --------- |
| 2002 | Premios Florencio Sánchez                      | Actor de reparto en teatro                                | Lo de la Susy             | Ganador   |
| 2005 | Premios María Guerrero a la actividad escénica | Estímulo                                                  | Lo que habló el pescado   | Ganador   |
| 2007 | Premios Martín Fierro                          | Actor protagonista de comedia                             | Lalola                    | Ganador   |
| 2009 | Premios Martín Fierro                          | Actor protagonista de novela                              | Valientes                 | Nominado  |
| 2011 | Premios Martín Fierro                          | Actor protagonista en ficción diaria (novela/telecomedia) | Herederos de una venganza | Nominado  |
| 2012 | Premios Tato                                   | Mejor actor en ficción diaria                             | Sos mi hombre             | Nominado  |
| 2012 | Premios Martín Fierro                          | Actor protagonista de ficción diaria (novela/telecomedia) | Sos mi hombre             | Nominado  |
| 2023 | Premios Estrella de Mar                        | Mejor actuación protagónica masculina                     | El divorción              | Ganador   |
| 2023 | Premios Martín Fierro                          | Mejor actor protagónico en ficción                        | El primero de nosotros    | Nominado  |